# Aamir
Aamir – bollywoodzki thriller z 2008 roku, będący debiutem reżyserskim (Raj Kumar Gupta) i aktorskim (Rajeev Khandelwal). Opowiada historię młodego muzułmanina, który przyjechawszy z Wielkiej Brytanii do Mumbaju zostaje wciągnięty w konflikty religijnych ekstremistów „rozwiązujących” problemy przy pomocy terroru. Film ten podejmuje temat społeczności muzułmańskiej w Indiach i problem rosnącej wrogości na tle religijnym.
Debiut pod kierunkiem reżysera Black Friday i scenarzysty Satya, Anuraga Kashyapa. Film odwołuje się do filipińskiego thrilleru "Cavite".

## Obsada
- Vasan Bala – posłaniec na lotnisku
- Jhilmil Hazrika – prostytutka
- Rajeev Khandelwal – Aamir Ali
- Gajraj Rao – Chief
- Gazala Amin

## Muzyka i piosenki
Autorem muzyki i piosenek jest debiutant Amit Trivedi
- Ha Raham (Mehfuz)
- Chakkar Ghumyo
- Haara
- Phas Gaya (Never Mind)
- Ek Lau
- Climax Theme – instrumentalny

## Zobacz
Bollywood - filmy 2008